# Barbara Antkowiak
Barbara Antkowiak, geborene Sparing (* 1933 in Berlin; † Frühherbst 2004 ebenda) war eine Slawistin, Literaturübersetzerin und Lektorin, die vor allem aus dem Serbokroatischen und Bulgarischen ins Deutsche übersetzte. 1995 erhielt Antkowiak für ihre Übersetzung von Das Buch Blam von Aleksandar Tišma den Paul-Celan-Preis und 2004 für ihr Gesamtwerk den Leipziger Buchpreis zur Europäischen Verständigung.

## Leben
Barbara Antkowiak wurde 1933 als Monika Barbara Sparing in Berlin geboren. Ab 1951 studierte sie an der Karl-Marx-Universität Leipzig Slawistik mit dem Hauptfach Bohemistik. Darüber hinaus lernte sie Bulgarisch, Russisch und Polnisch, während sie sich das Serbokroatische erst später nach dem Studium mit großen Engagement aneignen sollte.
Am 1. September 1956, gleich nach dem erfolgreich abgelegten Examen, wurde Barbara Sparing im Ostberliner Verlag Volk und Welt als Lektorin für den Bereich Volksdemokratien angestellt. Dort bildete sie gewissermaßen mit den Jugoslawen, mit Ausnahme der Mongolen, das Schlusslicht. Sie wurde später stellvertretende Abteilungsleiterin und setzt sich mit ihrer Arbeitsauffassung als unverzichtbare Kraft gegen die politische Kaderleitung durch.
Eine ihrer ersten Übersetzungen aus dem Serbokroatischen veröffentlichte sie 1959 noch unter ihrem Geburtsnamen Barbara Sparing. Antkowiak übersetzte das Buch Der Zug im Schnee (Vlak u snijegu) des kroatischen Autors Mato Lovrak für den Kinderbuchverlag Berlin. Bei ihrer Arbeit verband sie nahtlos die Tätigkeit als Lektorin und Übersetzerin, wobei sie als Übersetzerin bis um die Zeit des Todes ihres Mannes meist mit ihrem Mädchennamen kennzeichnete, als Herausgeberin mit ihrem Ehenamen.
1962 heiratete sie den Schriftsteller und Übersetzer Alfred Antkowiak (1925–1976), der sechs Kinder in die Ehe mitbrachte. Beiden waren keine gemeinsamen Kinder vergönnt, aber ihre literarische Zusammenarbeit geriet überaus produktiv. Während er meist aus dem Niederländischen, Flämischen und Dänischen übersetzte, war sie die Spezialistin für die slawische Sprachfamilien.
Dabei erfüllte sie einerseits durchaus die in der DDR „kulturpolitisch wichtigen Rezeptionslinien der antifaschistischen Literatur bzw. des antifaschistischen Volksbefreiungskampfes“, wie beispielsweise mit Übersetzungen von Mihajlo Lalićs Der Berg der Klagen (Lelejska gora) (1967) oder Die Hochzeit (Svadba) (1972). Darüber hinaus war sie vor allen Dingen an den aktuellen literarischen Entwicklungen in Bulgarien und dem damaligen Jugoslawien interessiert, bei dem sie oft unbekannte Talente aufspürte und förderte. Diese Eigenschaft sollte ihr und manchem Autor nach der politischen Wende zugutekommen, wie insbesondere Nenad Veličković mit Logiergäste (1997). 1966 konnte sie erstmals die DDR verlassen, um direkt Kontakt mit dem komplex zu übersetzenden kroatischen Schriftsteller Miroslav Krleža aufzunehmen, der einer ihrer beiden Lieblingsautoren war. Der andere war Aleksandar Tišma, der ihr überhaupt den Flug mit einer jugoslawischen Airline ermöglicht hatte und später die Kontakte zum Hanser Verlag herstellen sollte. Eine ihrer bevorzugten Tätigkeiten im Verlag war die Übersetzung und Herausgabe von Anthologien wie die bekannte Reihe der Erkundungen.
Als 1990 der Verlag Volk & Welt verkauft und zergliedert wurde, erhielt sie nach 34 Jahren Betriebszugehörigkeit mit 57 Jahren die Kündigung.
Angesichts der frühzeitigen Verrentung und des sich ankündigenden Jugoslawienkriegs gründete sie zusammen mit anderen den Süd-Ost-Europa Kultur-Verein in Berlin-Kreuzberg und stürzte sich vermehrt in die Übersetzertätigkeit, wobei sie sowohl den Exiljugoslawen als auch der späteren gerichtlichen Aufarbeitung der Kriegsverbrechen eine Stimme gab, dank ihrer vielfältigen Übersetzungen. Angesichts der Gesamtjugoslawien durchlaufenden Trennliniendiskussionen, die auch dahin liefen, das Serbokroatische ins Serbische und Kroatische zu trennen, beharrte sie auf der einheitlichen Bezeichnung „naški“, im Sinne von „unsere Sprache“.
In der Dankesrede für den Förderpreis zur Europäischen Verständigung bezeichnete sie die Tätigkeit des Übersetzers als „handwerkliche Tätigkeit in einer Ich-AG“. In ihr übliches Understatement mischte sich Sarkasmus, wenn sie über ihre „schrecklichen Jahre“ als Übersetzerin während der 1990er Jahre berichtete. Als Bonmot über die üblichen Probleme ihrer Zunft erzählte sie von einem Wort des Science-Fiction-Autoren Stanisław Lem, Przepustowość. Zwar sollte sie zu DDR-Zeiten Computer noch mit „Rechenautomat“ übersetzen, aber Przepustowosc fand sie in keinem Wörterbuch. Erst die Beschäftigung mit einem Werk des Sprachtheoretikers und Kybernetikers Georg Klaus brachte ihr die richtige Übersetzung: Speicherkapazität.
Die starke Raucherin litt an Osteoporose und starb im Frühherbst 2004 nach einem komplizierten Armbruch im Krankenhaus an einer Lungenembolie, während der Arbeit an Dubravka Ugrešić’ Ministerium der Schmerzen. Dieses und ein weiteres Werk Ugrešić’, die Essaysammlung Keiner zu Hause, erschienen postum 2005 und 2007.
Im Nachruf lobte Angela Richter die Verstorbene als „eine der verdienstvollsten Übersetzerinnen aus den südslawischen Sprachen.“ Damit habe der „deutschsprachige Kulturkontext eine Vermittlerin verloren, für die die Präsentation von Werken und Autoren aus slawischen Sprachen Südosteuropas Herzenssache war.“

## Werk
Barbara Antkowiak arbeitete jahrzehntelang als Übersetzerin und Lektorin für Literatur aus dem Polnischen, Tschechischen, Bulgarischen und vor allem aus dem Serbokroatischen. Selbst albanische und mongolische Literatur übersetzte sie. Dabei galt sie als die bedeutendste Übersetzerin von Literatur aus dem ehemaligen Jugoslawien im deutschsprachigen Raum. Sie übersetzte unter anderem Werke von Miroslav Krleža, Dubravka Ugrešić und Aleksandar Tišma. Tišma durfte sie als Einzige übersetzen.

### Herausgeberin und Übersetzerin
zusammen mit Alfred Antkowiak
- Der Mord in der Via Belpoggio. Detektiv- und Kriminalgeschichten aus fremden Ländern. 2 Bände, Verlag Volk und Welt, Berlin 1965.
- Der Fall mit dem verdrehten Schal. Detektiv- und Kriminalgeschichten aus fremden Ländern. 2 Bände, Verlag Volk und Welt, Berlin 1969.
- Die wunderschöne Dame. Proben und Beispiele der Spionageliteratur. Verlag Volk und Welt, Berlin 1969.
- Zum Beispiel Liebe. Internationale Liebesgeschichten. 2 Bde. Verlag Volk und Welt, Berlin 1971.
- Die wunderschöne Dame. Proben und Beispiele der Spionageliteratur. Verlag Volk und Welt, Berlin 1971.

alleinige Herausgeberschaft
- Erkundungen. 18 bulgarische Erzähler. Mit einem Nachwort von Barbara Antkowiak. Verlag Volk und Welt, Berlin 1974.
- Erkundungen. 28 jugoslawische Erzähler.  Mit einem Nachwort von Barbara Antkowiak. Verlag Volk und Welt, Berlin 1979.
- Der Fotograf des Unsichtbaren und andere phantastische Geschichten. Buchclub 65, Berlin 1979.
- Die St.-Christophorus-Kapelle. Erzählungen. Verlag Volk und Welt, Berlin 1982.
- Der Tanz der Fledermäuse. Tiergeschichten. Verlag Volk und Welt, Berlin 1985.
- Elegie. Junge bulgarische Prosa. Übersetzt von Hartmut Herboth. Ausgewählt von Barbara Antkowiak. Aufbau-Verlag, Berlin/Weimar 1986.

### Übersetzungen
als Barbara Sparing
- Janina Skowrońska-Feldmanova: Wie Jan Theaterdirektor wurde : Die Entstehungsgeschichte eines Schattentheaters mit Konstruktionszeichnungen, Figuren, Bühnenbildern und einem Szenarium. (Jak Wojtek został dyrektorem teatru.) Deutsch von Ruth Nagel und Barbara Sparing. Textillustrationen, Entwürfe für Figuren und Dekorationen von Anna Sayfertowa. Hofmeister, Leipzig 1956.
- Mato Lovrak: Der Zug im Schnee. (Vlak u snijegu.) Kinderbuchverlag, Berlin 1959.
- Aleksandar Vučo: Zeit der Besinnung. (Raspust.) Verlag Volk und Welt, Berlin 1962.
- Emilijan Stanew: Heißer Sommer. (Iwan Kondarew.) Verlag Volk und Welt, Berlin 1963.
- Iwailo Petrow: Und wenn ich dich zwingen muss. (Martwo walnenie.) Verlag Volk und Welt, Berlin 1964.
- Vjekoslav Kaleb: Die tanzende Sonne. (Divota prašine.) Verlag Neues Leben, Berlin 1965.
- Beno Zupančič: Ein Gruss für Maria. (Sedmina.) Verlag Volk und Welt, Berlin 1965.
- Blaga Dimitrowa: Experiment mit der Liebe. (Otklonenie.) Universitas, Berlin 1967.
- Mihailo Lalić: Der Berg der Klagen. (Lelejska gora.) Verlag Volk und Welt 1967.
- Andrzej Piwowarczyk: Der Mörder lebt noch. Erzählerreihe, Heft 129, Deutscher Militärverlag, Berlin 1967.
- Per Wahlöö: Das Lastauto. (Lastbilen) Aus dem Schwedischen von Michael O. Güsten unter Mitarbeit von Barbara Sparing. Mit einem Nachwort von Alfred Antkowiak, Verlag Volk und Welt, Berlin 1969.
- Timothy Tatcher: Für Tote Eintritt verboten. (Mrtvacima ulaz zabranjen.) Eulenspiegel-Verlag, Berlin 1969.
- Aleksandar Vojinović: Minen und Wölfe. (Pogranik.) Verlag der Nation, Berlin 1970.
- Jara Ribnikar: Die Berufung. Das Leben des Pianisten Jan Nepomuk. Verlag Volk und Welt, Berlin 1971.
- Miroslav Krleža: Die Glembays. (Glembajevi.), Drama. Verlag Volk und Welt, Berlin 1972.
- Mihailo Lalić: Die Hochzeit. (Svadba.)Verlag Volk und Welt, Berlin 1972.
- Stanisław Lem: Die Jagd. Neue Geschichten des Piloten Pirx. Aus dem Polnischen übersetzt von Roswitha Buschmann, Kurt Kelm und Barbara Sparing. Verlag Volk und Welt, Berlin 1972.
- Timothy Tatcher: Hollywood gegen mich. ( Hollywood protiv mene.) Aus dem Serbokroatischen von Barbara Sparing. Eulenspiegel-Verlag, Berlin 1973.
- Bogomil Nikolow Rajnow: Die große Langeweile. (Goljamata skuka.) Buchclub 65, Berlin 1973.
- Ranko Marinković: Karneval. (Karneval i druge priopovijetke.) Aus dem Serbokroatischen von Angelika Schulz und Barbara Sparing. Mit einem Nachwort von Barbara Antkowiak, Verlag Volk und Welt, Berlin 1973.
- Miroslav Krleža: Essays. Verlag Volk und Welt, Berlin 1974.
- Miroslav Krleža: Beisetzung in Theresienburg. (Sprovod u Teresienburgu.) Erzählung. Insel-Verlag, Leipzig 1977.

als Barbara Antkowiak
- Moderne jugoslawische Prosa. Von Vladan Desnica u. a. Autoren. Mit einem Nachwort versehen von Barbara Antkowiak. Verlag Volk und Welt, Berlin 1969.
- Beno Zupančič: Sturmglocken. (Plat zvona.) Aus dem Slowenischen von Barbara Antkowiak. Buchklub 65, Berlin 1975.
- Louis Paul Boon: Menuett. Eine Publikation des Bureau de Cologne. Aus dem Niederländischen übersetzt von Barbara und Alfred Antkowiak. Mit e. Nachw. von Alfred Antkowiak. 1. Auflage. 1975, Aufbau-Verlag, Berlin/Weimar / Lizenzausgabe Hanser, München/Wien 1977 / Mit einem Nachwort von Carel ter Haar. Alexander-Verlag, NA Berlin/Köln 2011.
- Petar Nesnakomow: Das geheimnisvolle Schiff und andere Humoresken. Aus dem Bulgarischen von Barbara Antkowiak und Wolfgang Köppe. Verlag Volk und Welt, Berlin 1975.
- Leopold Suhodolčan: Das versteckte Tagebuch. (Skriti dnevnik.) Aus dem Slowenischen von Barbara Antkowiak. Illustrationen von Volker Pfüller, Kinderbuchverlag, Berlin 1976.
- Wassil Zonew: Wie der Teufel die Messe liest. Humoresken. Ausgewählt und aus dem Bulgarischen übersetzt von Barbara Antkowiak. Eulenspiegel-Verlag, Berlin 1977.
- Meša Selimović: Die Festung. (Tvrđava.) Historischer Roman. Aus dem Serbokroatischen übersetzt von Barbara Antkowiak. Verlag Volk und Welt, Berlin 1977.
- Momo Kapor:  Szenen aus der Jugend eines Starreporters. (Provincijalac.) Roman. Aus dem Serbokroatischen übersetzt von Barbara Antkowiak. Verlag Volk und Welt, Berlin 1978.
- Blaga Dimitrowa: Liebe auf Umwegen.  (Otklonenie.) Roman. Aus dem Bulgarischen von Barbara Antkowiak. Verlag Volk und Welt, Berlin 1980.
- Miroslav Krleža: Kindheit. Erinnerungen. Aus dem Serbokroatischen übersetzt von Barbara Antkowiak. Verlag Volk und Welt, Berlin 1981.
- Der gezähmte Wasserteufel. Erzählungen aus Jugoslawien. Herausgegeben von Astrid Philippsen. Aus dem Serbokroatischen, Slowenischen von Barbara Antkowiak. Kinderbuchverlag, Berlin 1981.
- Rosen und Dornen aus Bulgarien. Herausgegeben von Tenju Pindarew. Aus dem Bulgarischen von Barbara Antkowiak. Eulenspiegelverlag, Berlin 1982.
- Ljubiša Đokić: Ritter Scheusal. (Grdílo.) Schauspiel in vier Akten. Aus dem Serbokroatischen übersetzt von Barbara Antkowiak. Henschelverlag Kunst und Gesellschaft, Berlin 1982.
- Jara Ribnikar: Leben und Legende. Erinnerungen. Aus dem Serbokroatischen übersetzt von Barbara Antkowiak. Verlag Volk und Welt, Berlin 1982.
- Branimir Sćepanović: Der Freikauf. (Iskupljenje) Aus dem Serbokroatischen übersetzt von Barbara Antkowiak. Verlag Volk und Welt, Berlin 1983.
- Grozdana Olujić: Die Mondblume und andere Märchen. Aus dem Serbokroatischen übersetzt von Barbara Antkowiak. Illustrationen von Uwe Häntsch. Kinderbuchverlag, Berlin 1984.
- Dubravka Ugrešić: Des Alleinseins müde ... (Štefica Cvek u. raljama života.) Roman. Aus dem Serbokroatischen übersetzt von Barbara Antkowiak. Verlag Volk und Welt, Berlin 1984.
- Blaga Dimitrowa: Auf Umwegen. (Otklonenie.) Roman. Aus dem Bulgarischen von Barbara Antkowiak. Reclam, Leipzig 1985.
- Veljko Barbieri: Epitaph eines königlichen Feinschmeckers. (Epitaf carskoga gurmana.) Roman. Aus dem Serbokroatischen übersetzt von Barbara Antkowiak. Verlag Volk und Welt, Berlin 1986.
- Miroslav Krleža: Eine Kindheit in Agram. Erinnerungen. (Djetinjstvo u Agramu godine 1902-1903.) Aus dem Serbokroatischen übersetzt von Barbara Antkowiak. Mit einer Einführung von Reinhard Lauer. Athenäum, Frankfurt am Main 1986, ISBN 3-7610-8407-2.
- Fünf Löffel Elixier und andere phantastische Erzählungen. Übersetzt von Barbara Antkowiak. Verlag Volk und Welt, Berlin 1986.
- Ivan Ivanji: Kaiser Konstantin. (Konstantin.) Historischer Roman. Aus dem Serbokroatischen übersetzt von Barbara Antkowiak. Verlag Volk und Welt, Berlin 1988.
- Miloš Crnjanski: Bora. (Seobe) Roman. Aus dem Serbokroatischen von Reinhold Fischer und Barbara Antkowiak. Limes, Berlin/Frankfurt am Main 1988, ISBN 3-8090-2260-8.
- Fani Pejtschewa: Der Prinz und die Sternenjungfrau. Zaubermärchen. Übersetzt von Barbara Antkowiak, Swjat, Sofia 1989.
- Vasko Popa: Die Botschaft der Amsel. Nachdichtungen aus dem Serbokroatischen von Barbara Antkowiak. Verlag Volk und Welt, Berlin 1989.
- Grozdana Olujić: Der Himmelsfluss. Übersetzt von Barbara Antkowiak, Illustrationen von Klaus Müller, Kinderbuchverlag, Berlin 1989, ISBN 3-358-00469-4.
- Aleksandar Tišma: Der Gebrauch des Menschen. (Upotreba čoveka.) Hanser, München/Wien 1991, ISBN 3-446-15752-2.
- Rajko Djurić/Andreas Bertolt Bengsch: Der Zerfall Jugoslawiens. Mit einem Exclusivinterview mit Milovan Đilas. Übersetzt aus dem Serbokroatischen von Barbara Antkowiak und Angela Richter. Morgenbuch-Verlag, Berlin 1992, ISBN 3-371-00325-6.
- Aleksandar Tišma: Die Schule der Gottlosigkeit. (Škola bezbožništva) Aus dem Serbokroatischen von Barbara Antkowiak. Hanser, München/Wien 1993, ISBN 3-446-17042-1.
- Hugo Claus: Die Leute nebenan. Aus dem Niederländischen übersetzt von Barbara Antkowiak. Alano, Aachen 1993, ISBN 3-89399-187-5.
- Rada Iveković: Briefe von Frauen über Krieg und Nationalismus. Mit einem Beitrag von Duška Perišeć-Osti. Aus dem Serbokroatischen von Barbara Antkowiak und aus dem Slowenischen von Marina Einspieler übersetzt. Suhrkamp, Frankfurt am Main 1993, ISBN 3-518-11811-0.
- Dubravka Ugrešić:  My American fictionary. (Američki fikcionar) Aus dem Kroatischen übersetzt von Barbara Antkowiak. Suhrkamp, Frankfurt am Main 1994, ISBN 3-518-11895-1.
- Bora Ćosić: Interview am Zürichsee. (Intervju na ciriškom jezeru.) Aus dem Serbischen von Barbara Antkowiak. Rowohlt Verlag, Berlin 1995, ISBN 3-87134-237-8.
- Dubravka Ugrešić: Die Kultur der Lüge. (Kultura laži.) Aus dem Kroatischen von Barbara Antkowiak. Suhrkamp, Frankfurt am Main 1995, ISBN 3-518-11963-X.
- Aleksandar Tišma: Das Buch Blam. (Knjiga o Blamu.) Aus dem Serbischen von Barbara Antkowiak. Hanser, München/Wien 1995, ISBN 3-446-17822-8.
- Aleksandar Tišma:  Die wir lieben. (Koje volimo.) Aus dem Serbokroatischen von Barbara Antkowiak. Hanser, München/Wien 1996, ISBN 3-446-17823-6.
- Vladimir Arsenijević: Cloaca Maxima. Eine Seifenoper. (Cloaca Maxima.) Aus dem Serbischen von Barbara Antkowiak. Rowohlt, Berlin 1996, ISBN 3-87134-267-X.
- Stevan Tontić: Mein Psalm. Paraphrase zum 90. Psalm. Deutsch von Barbara Antkowiak. Edition Neue Wege, Berlin 1996, ISBN 3-88348-141-6.
- Nenad Veličković: Logiergäste. (Konačari.) Aus dem Bosnischen von Barbara Antkowiak. Verlag Volk und Welt, Berlin 1997, ISBN 3-353-01108-0.
- Aleksandar Tišma: Kapo. Aus dem Serbischen von Barbara Antkowiak. Hanser, München/Wien 1997, ISBN 3-446-19134-8.
- Bora Ćosić:  Das barocke Auge. Essays. Aus dem Serbischen von Barbara Antkowiak, mit einem Nachwort von Karl-Markus Gauß. Babel-Verlag, München 1997, ISBN 3-928551-23-X.
- Maruša Krese: Von der Bora verweht. Ljubljana - Beograd - Sarajevo. Ein Feature.  Aus dem Slowenischen, Serbischen und Bosnischen übersetzt von Barbara Antkowiak. Drava-Verlag, Klagenfurt 1998, ISBN 3-85435-283-2.
- Dubravka Ugrešić: Das Museum der bedingungslosen Kapitulation. (Muzej bezuvjetne predaje.) Aus dem Kroatischen von Barbara Antkowiak. Suhrkamp, Frankfurt am Main 1998, ISBN 3-518-40973-5.
- Aleksandar Tišma:  Treue und Verrat. (Vere i zavere.) Hanser, München/Wien 1999, ISBN 3-446-19667-6.
- Biljana Srbljanović: Belgrader Trilogie (Beogradska trilogija.), Zwei Theaterstücke. Aus dem Serbischen von Barbara Antkowiak. Verlag der Autoren, Frankfurt am Main 1999, ISBN 3-88661-218-X.
- Julijana Matanović: Warum ich euch belogen habe. (Zašto sam vam lagala.) Aus dem Kroatischen übersetzt von Barbara Antkowiak. Frankfurter Verlags-Anstalt, Frankfurt am Main 2000, ISBN 3-627-00078-1.
- Dževad Karahasan: Sara und Serafina. (Sara i Serafina.) Deutsch von Barbara Antkowiak. Rowohlt, Berlin 2000, ISBN 3-87134-409-5.
- Aleksandar Tišma: Ohne einen Schrei. Erzählungen (Bez krika.) Aus dem Serbischen von Barbara Antkowiak. Hanser, München/Wien 2001, ISBN 3-446-19981-0.
- Bogdan Bogdanović: Vom Glück in den Städten. Mit 25 Skizzen des Autors. Aus dem Serbischen von Barbara Antkowiak. Zsolnay, Wien 2002, ISBN 3-552-05178-3.
- Julija Bogoeva/Caroline Fetscher (Hrsg.): Srebrenica. Ein Prozeß. Dokumente aus dem Verfahren gegen General Radislav Krstić vor dem Internationalen Strafgerichtshof für das Ehemalige Jugoslawien in Den Haag. Deutsch von Barbara Antkowiak, Suhrkamp, Frankfurt am Main 2002, ISBN 3-518-12275-4.
- Dubravka Ugrešić: Lesen verboten. (Zabranjeno čitanje.) Aus dem Kroatischen von Barbara Antkowiak. Suhrkamp, Frankfurt am Main 2002, ISBN 3-518-41315-5.
- Aleksandar Tišma:  Reise in mein vergessenes Ich. Aus dem Serbischen von Barbara Antkowiak. Hanser, München/Wien 2003, ISBN 3-446-20359-1.
- Slavenka Drakulić: Keiner war dabei. Kriegsverbrechen auf dem Balkan vor Gericht. (They would never hurt a fly.) Deutsch von Barbara Antkowiak. Zsolnay, Wien 2004, ISBN 3-552-05290-9.
- Stevan Tontić: Im Auftrag des Wortes: Texte aus dem Exil. Deutsch von Barbara Antkowiak. Landpresse, Weilerswist 2004, ISBN 3-935221-39-8.
- Dubravka Ugrešić: Das Ministerium der Schmerzen. (Ministarstvo Boli.) Aus dem Kroatischen von Barbara Antkowiak. Berlin-Verlag, Berlin 2005, ISBN 3-8270-0562-0.
- Dubravka Ugrešić: Keiner zu Hause. (Nikog nema doma.) Essays.  Aus dem Kroatischen von Barbara Antkowiak. Berlin-Verlag, Berlin 2007, ISBN 978-3-8270-0707-0.

## Auszeichnungen
- 1995: Paul-Celan-Preis
- 2003: Leipziger Buchpreis zur Europäischen Verständigung für Gesamtwerk[8]